# Casey Motsisi
Casey "Kid" Motsisi, född 1932 i Johannesburg, död 1977, var en sydafrikansk journalist och novellförfattare.
Han arbetade först som lärare, men tog avsked i protest mot barnuppfostran i landet och blev 1954 litterär redaktör för den svarta tidskriften Drum, där han regelbundet skrev kolumnen "On the Beat" om livet i Johannesburgs svarta slumområden.